# Hondures a la Copa del Món de futbol
Aquest és el registre dels resultats d'Hondures a la Copa del Món. Hondures, encara que ha disputat tres vegades la fase final, no ha guanyat mai el campionat.

## Resum d'actuacions
Campions      Finalistes      Tercers      Quarts
Un requadre vermell indica que eren amfitrions del campionat.
| Historial a la Copa del Món | Historial a la Copa del Món | Historial a la Copa del Món | Historial a la Copa del Món | Historial a la Copa del Món | Historial a la Copa del Món | Historial a la Copa del Món | Historial a la Copa del Món | Historial a la Copa del Món |
| Edició                      | Ronda                       | Posició                     | PJ                          | PG                          | PE                          | PP                          | GF                          | GC                          |
| --------------------------- | --------------------------- | --------------------------- | --------------------------- | --------------------------- | --------------------------- | --------------------------- | --------------------------- | --------------------------- |
| 1930                        | No hi participà             | No hi participà             | No hi participà             | No hi participà             | No hi participà             | No hi participà             | No hi participà             | No hi participà             |
| 1934                        | No hi participà             | No hi participà             | No hi participà             | No hi participà             | No hi participà             | No hi participà             | No hi participà             | No hi participà             |
| 1938                        | No hi participà             | No hi participà             | No hi participà             | No hi participà             | No hi participà             | No hi participà             | No hi participà             | No hi participà             |
| 1950                        | No hi participà             | No hi participà             | No hi participà             | No hi participà             | No hi participà             | No hi participà             | No hi participà             | No hi participà             |
| 1954                        | No hi participà             | No hi participà             | No hi participà             | No hi participà             | No hi participà             | No hi participà             | No hi participà             | No hi participà             |
| 1958                        | No hi participà             | No hi participà             | No hi participà             | No hi participà             | No hi participà             | No hi participà             | No hi participà             | No hi participà             |
| 1962                        | No es classificà            | No es classificà            | No es classificà            | No es classificà            | No es classificà            | No es classificà            | No es classificà            | No es classificà            |
| 1966                        | No es classificà            | No es classificà            | No es classificà            | No es classificà            | No es classificà            | No es classificà            | No es classificà            | No es classificà            |
| 1970                        | No es classificà            | No es classificà            | No es classificà            | No es classificà            | No es classificà            | No es classificà            | No es classificà            | No es classificà            |
| 1974                        | No es classificà            | No es classificà            | No es classificà            | No es classificà            | No es classificà            | No es classificà            | No es classificà            | No es classificà            |
| 1978                        | Hi renuncià                 | Hi renuncià                 | Hi renuncià                 | Hi renuncià                 | Hi renuncià                 | Hi renuncià                 | Hi renuncià                 | Hi renuncià                 |
| 1982                        | Primera fase                | 18s                         | 3                           | 0                           | 2                           | 1                           | 2                           | 3                           |
| 1986                        | No es classificà            | No es classificà            | No es classificà            | No es classificà            | No es classificà            | No es classificà            | No es classificà            | No es classificà            |
| 1990                        | No es classificà            | No es classificà            | No es classificà            | No es classificà            | No es classificà            | No es classificà            | No es classificà            | No es classificà            |
| 1994                        | No es classificà            | No es classificà            | No es classificà            | No es classificà            | No es classificà            | No es classificà            | No es classificà            | No es classificà            |
| 1998                        | No es classificà            | No es classificà            | No es classificà            | No es classificà            | No es classificà            | No es classificà            | No es classificà            | No es classificà            |
| 2002                        | No es classificà            | No es classificà            | No es classificà            | No es classificà            | No es classificà            | No es classificà            | No es classificà            | No es classificà            |
| 2006                        | No es classificà            | No es classificà            | No es classificà            | No es classificà            | No es classificà            | No es classificà            | No es classificà            | No es classificà            |
| 2010                        | Primera fase                | 30s                         | 3                           | 0                           | 1                           | 2                           | 0                           | 3                           |
| 2014                        | Primera fase                | 31s                         | 3                           | 0                           | 0                           | 3                           | 1                           | 8                           |
| 2018                        | No es classificà            | No es classificà            | No es classificà            | No es classificà            | No es classificà            | No es classificà            | No es classificà            | No es classificà            |
| 2022                        | No es classificà            | No es classificà            | No es classificà            | No es classificà            | No es classificà            | No es classificà            | No es classificà            | No es classificà            |
| 2026                        | Pendent                     | Pendent                     | Pendent                     | Pendent                     | Pendent                     | Pendent                     | Pendent                     | Pendent                     |
| 2030                        | Pendent                     | Pendent                     | Pendent                     | Pendent                     | Pendent                     | Pendent                     | Pendent                     | Pendent                     |
| 2034                        | Pendent                     | Pendent                     | Pendent                     | Pendent                     | Pendent                     | Pendent                     | Pendent                     | Pendent                     |
| Total                       | Primera fase                | Primera fase                | 9                           | 0                           | 3                           | 6                           | 3                           | 14                          |

## Espanya 1982

### Primera fase: Grup 5
| Pos | Equip            | PJ | PG | PE | PP | GF | GC | DG | Pts | Classificació           |
| --- | ---------------- | -- | -- | -- | -- | -- | -- | -- | --- | ----------------------- |
| 1   | Irlanda del Nord | 3  | 1  | 2  | 0  | 2  | 1  | +1 | 4   | Avança a la segona fase |
| 2   | Espanya          | 3  | 1  | 1  | 1  | 3  | 3  | 0  | 3   | Avança a la segona fase |
| 3   | Iugoslàvia       | 3  | 1  | 1  | 1  | 2  | 2  | 0  | 3   |                         |
| 4   | Hondures         | 3  | 0  | 2  | 1  | 2  | 3  | −1 | 2   |                         |

| Espanya               | 1–1     | Hondures  |
| --------------------- | ------- | --------- |
| López Ufarte 65' (p.) | Informe | Zelaya 8' |

| Hondures  | 1–1     | Irlanda del Nord |
| --------- | ------- | ---------------- |
| Laing 60' | Informe | Armstrong 10'    |

| Hondures | 0–1     | Iugoslàvia        |
| -------- | ------- | ----------------- |
|          | Informe | Petrović 88' (p.) |